# منظمة دول شرق الكاريبي
منظمة دول شرق الكاريبي هي منظمة حكومية دولية مكرسة للتنسيق والتكامل الاقتصاديين وحماية حقوق الإنسان والحقوق القانونية وتشجيع الحكم الرشيد بين البلدان وأقاليم في شرق البحر الكاريبي. كما أنه يؤدي دور نشر المسؤولية والمسؤولية في حالة وقوع كارثة طبيعية.
الهيئة الإدارية لمنظمة دول شرق الكاريبي هي المفوضية ومقرها كاستريس عاصمة سانت لوسيا.
تدير منظمة دول شرق الكاريبي اتحادًا اقتصاديًا ضمن الاتحاد الاقتصادي الأكبر للجماعة الكاريبية. ثمانية أعضاء يعملون كاتحاد نقدي -اتحاد عملة شرق الكاريبي- باستخدام دولار شرق الكاريبي.